# Marc Sinan

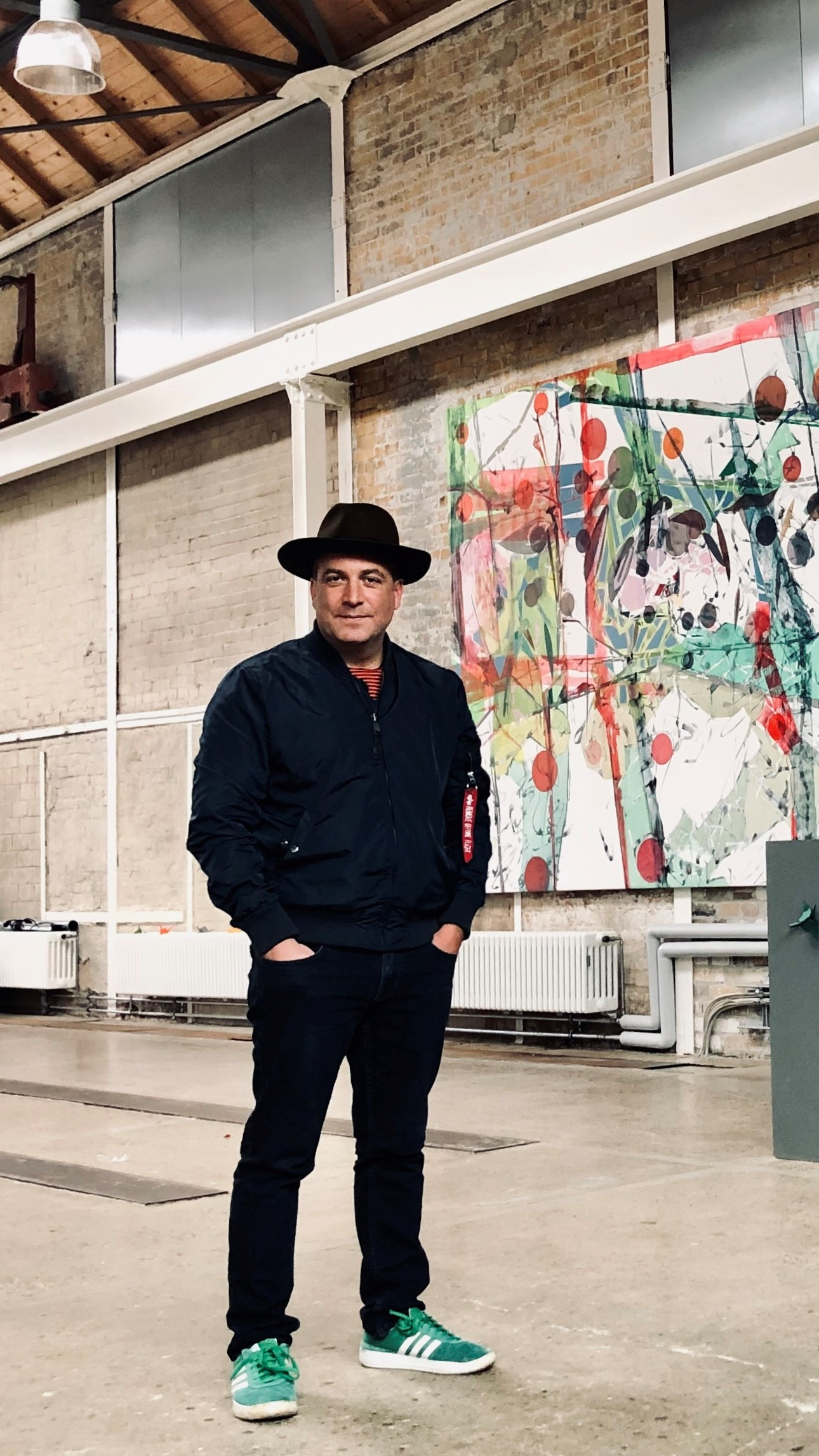
Marc Sinan in Berlin

Marc Sinan (* 15. Mai 1976 in München) ist ein deutsch-türkisch-armenischer Komponist, Gitarrist und Schriftsteller. 

## Leben und Werk

### Herkunft und Ausbildung
Marc Sinan wurde 1976 als Sohn einer türkisch-armenischen Mutter und eines deutschen Vaters geboren. Aufgewachsen in München studierte Marc Sinan ab 1990 im Fach Gitarre unter anderem bei Eliot Fisk und Joaquín Clerch am Mozarteum in Salzburg sowie am New England Conservatory of Music in Boston. Marc Sinan lebt in Berlin.

### Laufbahn
Neben Solokonzerten und Kammermusik-Projekten mit Partnern wie Julia Hülsmann, Jörg Widmann, dem türkischen Perkussionisten Burhan Öçal und dem Rodin-Quartett spielte Marc Sinan als Jugendlicher als Solist mit Orchestern wie dem Royal Philharmonic Orchestra, dem Georgischen Kammerorchester und anderen Klangkörpern. Europaweiten Konzertreisen durch Deutschland, Österreich, die Schweiz, Frankreich, die Türkei und Spanien, folgten Tourneen in Nord- und Südamerika. So trat er unter anderem auf in der Jordan Hall in Boston (zur Weltpremiere von Daniel Pinkhams Sagas), der Laeiszhalle in Hamburg (mit dem Perkussionisten Burhan Öçal) und dem Teatro Nacional in Havanna sowie in der Philharmonie in München und dem Mozartsaal in Salzburg. Seit seiner Tournee From Istanbul to Buenos Aires (2002) mit Burhan Öçal arbeitet Marc Sinan auch intensiv mit Musikern anderer Genres zusammen. So war er als Solist mit Jazzensemble in seinem Wes-Montgomery-Projekt Livin’ Swing zu hören – einer Kollaboration mit dem Pianisten und Arrangeur Marc Schmolling.
2008 gründete Marc Sinan die nach ihm benannte Marc Sinan Company, ein freies, in Berlin ansässiges Ensemble, dessen interdisziplinäre, transmediale und transkulturelle Projekte mehrfach ausgezeichnet wurden. Zur Besetzung zählen der Klarinettist und elektronische Musiker Oğuz Büyükberber, der Schlagzeuger Daniel Eichholz, die Flötistinnen Susanne Fröhlich und Miako Klein, der Kontrabassist Meinrad Kneer, die Sängerin Jelena Kuljić und der Bratscher Saša Mirković. Das Team vervollständigen Autorin Maike Wetzel, Produzent Eric Nikodym, Dramaturg Holger Kuhla und Sounddesigner Karsten Lipp. Das Ensemble arbeitet außerdem mit internationalen Gästen wie Iva Bittová, Kettly Noël, Ulzhan Baibussynova, den Ensembles ConTempo Beijing und Metamorphosis sowie dem Medienkollektiv schnellebuntebilder zusammen.
Marc Sinans Werke entstanden und wurden aufgeführt in Kooperation mit Partnern wie dem Badischen Staatstheater Karlsruhe, den Bühnen Halle, dem Orchestra della Svizzera italiana, der Staatskapelle Weimar, Kampnagel Hamburg, AuditivVokal, den Philharmonikern und dem Opernchor Bielefeld, den Bremer Philharmonikern, dem Dresdner Kammerchor, der Philharmonie Jena, dem National Chamber Orchestra of Armenia, dem No Borders Orchestra, dem Sinfonieorchester Wuppertal, dem Sonar Quartett, dem Volkstheater Wien und dem Kunstfest Weimar.
Als Gitarrist und gemeinsam mit seiner Company brachte Marc Sinan zahlreiche ihm gewidmete Werke zur Uraufführung, darunter Jörg Widmanns Ent-schwebung (1998), Krunk (2017) und Massaker. Hört ihr, MASSAKER! (2015) von Helmut Oehring, Oscar Bianchis Circled Existence (2018) und Andrea Molinos Swarm (2020). Julia Hülsmanns Fasil (2009) und Oguz Büyükberbers There I-V (2018) spielte er erstmals auf CD ein.
Marc Sinan stand im Mittelpunkt zahlreicher Rundfunk- und TV-Aufzeichnungen, unter anderem für SWR, WDR, HR, NDR, den Bayerischen Rundfunk, den Österreichischen Rundfunk und den türkischen Sender Türkiye Radyo ve Televizyon Kurumu (TRT). Im Jahr 1994 erschien seine Debüt-CD A Royal Christmas - Marc Sinan and the Royal Philharmonic Orchestra bei Polydor. 2008 spielte er mit der Komponistin und Pianistin Julia Hülsmann und dem Autor und Regisseur Marc Schiffer das Projekt Fasil ein, das von ECM veröffentlicht wurde. Auf dem gleichen Label erschienen 2013 seine Konzertinstallation Hasretim – Journey to Anatolia als CD und DVD sowie 2019 die Produktion Upon Nothingness mit dem türkischen Klarinettisten Oğuz Büyükberber.

### Komposition
In Marc Sinans Kompositionen und Projekten, die von seiner Familienbiografie beeinflusst werden, spielen die Themen Trauma, Wut, Vergeltung, Reue, Vergebung und Gerechtigkeit eine tragende Rolle. Der Holocaust, der armenische Genozid, aber auch aktuelle soziale Dystopien bilden das thematische Fundament seiner Kunst. „In seiner Ästhetik verschafft Marc Sinan all jenem einen Raum, was in einer eurozentristisch geprägten Gesellschaft kaum gehört wird. Hier treten die Erfahrungen der weltweit Unterdrückten und Kriegsversehrten auf die Bühne, die Erzählungen von Überlebenden von Völkermorden und die Geschichten kolonisierter Völker, die Ängste und die Trauer, die Wut und die Forderungen der Marginalisierten“.
So sammelte und spendete Marc Sinan im Januar 2000 die im Rahmen einer Benefiztournee des Projekts Sounds are Friends erwirtschafteten Konzerteinnahmen und ermöglichte so bis 2006 Musikunterricht für über 70 Waisenkinder in Gölcük bei Istanbul, die in dem Erdbeben von 1999 ihre Familien verloren hatten.
Gemeinsam mit den Dresdner Sinfonikern erhielt er 2011 den Sonderpreis der Deutschen UNESCO-Kommission für Hasretim – eine anatolische Reise als eindrucksvolle Darstellung einer „inspirierenden und experimentellen Auseinandersetzung zwischen verschiedenen Kulturen.“
Anlässlich des 100. Jahrestages des Völkermordes an den Armeniern wurde 2015 im Berliner Maxim Gorki Theater sein nach Hasretim und Dede Korkut drittes musiktheatralisches Projekt aufgeführt: Komitas. Es erinnert an den armenischen Priester, Komponisten und Musikethnologen Komitas Vardapet, der den Völkermord im Jahr 1915 überlebte und doch daran zerbrach. Das Libretto schrieb Holger Kuhla.
2019 legte er die Produktion Upon Nothingness vor, die er mit dem türkischen Klarinettisten Oğuz Büyükberber eingespielt hatte.
Die transkulturelle, multimediale Musikperformance Am Anfang realisierte Marc Sinan 2020 gemeinsam mit dem Berliner Humboldt-Forum, dem Djiguiya Orchestra Bamako, den Neuen Vocalsolisten Stuttgart und der Choreografin Kettly Noël. Im Mittelpunkt des Werkes steht die Suche nach der Entstehung der Welt anhand wissenschaftlicher und mythologischer Schöpfungsgeschichten aus Westafrika und Europa.
Im Jahr 2021 widmete sich Marc Sinan in seinen Oratorien Manifest(o) und Gleißendes Licht der Auseinandersetzung mit Faschismus und Rassismus in Deutschland. Manifest(o), das sich mit den NSU-Morden beschäftigt, verband dabei in sieben verschiedenen Städten stattfindende Performances zu einem polytopischen Oratorium, das nach Jena und Nürnberg übertragen und zu einem abendfüllenden Werk zusammengesetzt wurde. Gleißendes Licht setzte anlässlich des Jubiläums „1700 Jahre Jüdisches Leben in Deutschland“ einen Impuls gegen das Vergessen der Opfer der Shoah und verknüpfte digitale Performances in der Gedenkstätte KZ Buchenwald, in Jena, Tel Aviv und Berlin.
2022 entwickelte die Marc Sinan Company gemeinsam mit dem Dokumentationszentrum „NS-Zwangsarbeit“ die App Human Commodity – Ware Mensch, die an 99 Stationen die Geschichte der Zwangsarbeit in Berlin aufzeigt. Die Schicksale der Vergangenheit sollen so aufgearbeitet und für kommende Generationen im urbanen Raum erfahrbar gemacht werden.

### Literatur

Marc Sinan während seiner Lesung in der Buchhandlung Spiegelschwab in Memmingen

## Werke (Auswahl)
- Hasretim. Szenisches Konzert für Video, Orchester und Solisten aus Armenien und der Türkei (2010)
- Oksus für Video, E-Gitarre, Klarinette, Cembalo und Schlagzeug (2011)
- Dede Korkut. Szenisches Konzert für Video, Orchester, Solisten aus Zentralasien und Tanz (2014)
- Komitas. Dokufiktionales Musiktheater für Schauspielerin, Gitarre und Live-Elektronik, Flöte, Klarinette, Violine, Posaune, Perkussion und Video (2015)
- I exist – nach Rajasthan. Szenisches Konzert mit Video und Solisten aus Rajasthan, Iva Bittová, Damien und Delaine Le Bas, Marc Sinan Company, Dresdner Sinfoniker, No Borders Orchestra (2017 & überarbeitete Fassung 2022)
- Around noon the fog suddenly disappeared für Viola solo und Cello (2017)
- Upon Nothingness für Klarinette und Gitarre (2017)
- Upon Nothingness Fassung für Gitarre und Streichquartett (2018)
- The number of the beast für Stimme, E-Gitarre, Klarinette, Schlagzeug, Elektronik und Video (2018)
- Affectuum Machina für Flöte, Gitarre, Klarinette und sechs Sänger (2019)
- Endless pleasures I: Geister. Transmediales Konzert (2019)
- Endless pleasures II: Orpheus & Die Päonienfrau. Transmediales Puppentheater (2019)
- Endless pleasures III: Der singende Kopf. Opernfraktal für Sopran, Mezzosopran, sechs Spieler, E-Gitarre, Klarinette, Schlagzeug, Elektronik und Ensemble (2019)
- Chaosmos. Interaktive Oper für vier Sänger, Video, Computer und Orchester (2020)
- Am Anfang. Transkulturelle, multimediale Musikperformance mit Choreografie (2020)
- Survival. Transmediale Klanginstallation Sprecherin, Countertenor, E-Gitarre, Klarinette, Schlagzeug, Elektronik und Ensemble (2021)
- Hasretim – eine anatolische Reise. Szenisches Konzert für Video, Ensemble und Solisten aus Armenien und der Türkei. Überarbeitete Fassung (2021)
- Manifest(o) I, II, III, IV, VI, VII. Partizipatives Oratorium für zwei Orchester, vier Solisten, interaktive Orgel, Band, Schlagzeug, Trio mit Baglama, Elektronik und Schlagzeug, Klarinetten, Viola, Klavier, Chor, Kinderchor, Laienchöre und Sprecherin (2021)
- Manifest(o) V: The People United für Viola solo (2021)
- Gleißendes Licht. Oratorium für zwei Orchester, vier Solisten, Klavier, Kinderchor und Sprecherin (2021)
- Different Bombs für Sopran, Viola, Kontrabass und Gitarre (2021)
- Nocturnes. Duos für Gitarre und Kontrabass (2021)
- Kanli dere für Cello, Oud, Klavier, Zuspiel (2022)
- Human Commodity. Symphonische Kammermusik. 99 Solos für 28 Musiker, jugendlichen Chor und sechs Sprecher, als Teil einer Gesamtpartitur (2022)
- Am neunten Tag. Musik für Bass und Gitarre (2022)
- Seven Spirits. Musik für sieben Hörner (2022)
- Dekalog für E-Gitarre, interaktive Orgel und analoge Synthesizer (2022)
- Oumuamua. Interaktive Performance für zwei Flöten, Klarinette, Gitarre und IKO (3D Audio-Speaker) (2022)
- Amerika. Theatermusik zu Kafkas „Amerika“, Musik für zwei Playerpianos (2023)

## Auszeichnungen
- 2011: Sonderpreis der Deutschen UNESCO-Kommission für Hasretim - eine anatolische Reise
- 2012: Stipendiat der Kulturakademie Tarabya in Istanbul
- 2013: Berliner Hörbuchpreis für Iranian Voices - Republik der Verrückten
- 2014: Preis der Deutschen Schallplattenkritik[13]